# القانون الطبي
القانون الطبي (بالفرنسية: Droit médical)‏ هو مجموعة المعايير القانونية (المعايير الدستورية والتشريعية والتنظيمية والفقهية) التي تحكم وتنظم حقوق والتزامات العاملين في مجال الصحة فيما يتعلق بمرضاهم.

## سياق ونطاق المفهوم
عرّفه رينيه [الفرنسية] وجان [الفرنسية] سفاتييه لأول مرة في عام 1956، في عملهما «رسالة في القانون الطبي» على أنه «دراسة العلاقات القانونية التي يشارك فيها الطبيب».
القانون الطبي هو جزء من القانون الخاص، لأنه يأخذ في الاعتبار المسؤولية المدنية أو الجنائية للممارس (الطبيب، الأخصائي، الممرض، القابلة، طبيب الأسنان، إلخ) أو المؤسسة الصحية الخاصة عندما يرتكبون خطأً، ولكن أيضًا القانون العام لأنه يتعلق بالمسؤولية الإدارية للمركز الاستشفائي أو أحد وكلائه.
وهو قانون يهدف إلى تعويض الضحية، ولكن له آثار من حيث الوقاية من الأضرار وإنشاء/نشر الممارسات الطبية الجيدة.
إن مفهوم القانون الطبي غير معروف كثيرًا عند المنظرين القانونيين (وبالتالي، تتجاهله قواميس المفردات القانونية)، حتى لو كان يتوافق مع فرع محدد تمامًا من القانون ويعرفه الممارسون الطبيون وكذلك الأساتذة وكليات الحقوق (الدرجات الجامعية). .
وهو يختلف عن قانون الصحة بمعنى أن الأخير له مجال أوسع بكثير، بما في ذلك على وجه الخصوص القواعد القانونية التي تحكم الضمان الاجتماعي، والطب المهني، وقانون الضرائب، والسجلات الطبية الشخصية. ليس كل ما يتعلق بقانون الصحة يتعلق بالضرورة بالقانون الطبي، على الرغم من أنه جزء من قانون الصحة.